# Ofensiva de Cataluña
La ofensiva de Cataluña, también llamada batalla de Cataluña, campaña de Cataluña o defensa de Cataluña, fue el conjunto de operaciones militares que se desarrollaron en Cataluña entre diciembre de 1938 y febrero de 1939 dentro del marco de la guerra civil española, y que se saldó con la victoria de las tropas franquistas. El objetivo de los sublevados era la toma de Barcelona y del reducto republicano de Cataluña, al tratarse de ocupar una importantísima ciudad española que junto con el resto de la región catalana había permanecido leal a la República desde el comienzo de la guerra.

## Estrategia franquista
Para hacerse con Cataluña, el bando sublevado decidió primero partir la zona republicana en dos: dejaba al sur las provincias de Valencia, Alicante, Murcia y algunas de Castilla la Nueva; y al norte un pequeño territorio que acogía parte de la provincia de Tarragona, toda las provincias de Barcelona y Gerona, tal como se logró en abril de 1938 con la ruptura del frente de Aragón. Cataluña quedó aislada desde entonces y con pocas expectativas de recibir la ayuda de refuerzos, a pesar de que entonces la ciudad de Barcelona era sede del legítimo Gobierno republicano. 
Tras la batalla del Ebro (25 de julio-16 de noviembre de 1938), las tropas franquistas habían desgastado gravemente a los ejércitos republicanos acantonados en Cataluña, quienes vieron reducida su capacidad operativa por la pérdida de material de guerra y por las bajas en combate de soldados veteranos. Si bien el Estado Mayor del Ejército Popular Republicano conservaba el denominado «Grupo de Ejércitos de la Región Oriental» con 300 000 hombres, al mando de los generales Juan Hernández Saravia y Vicente Rojo Lluch, la mayor parte de estas tropas eran reclutas inexpertos y carentes de armamento suficiente para estar equipados por completo. La aviación republicana tampoco se hallaba en buenas condiciones, al tener casi un tercio de sus aparatos en mal estado e incapaces de operar en combate.
La retirada de las Brigadas Internacionales en octubre de 1938 había privado a la República de un contingente de tropas que, si bien resultaban muy pequeñas en número, sí eran experimentadas en la lucha. A este factor se unía la mala situación estratégica de Cataluña, rodeada por el Mediterráneo y por la zona bajo control franquista, aunque conservaba la frontera con Francia en su extremo norte, susceptible de ser atacada por los flancos sur y oeste y contando sólo con los ríos Ebro y Segre como «defensas naturales».

## Desarrollo de las operaciones

### Ataque franquista por el Segre
Tras postergar el ataque por mal tiempo, el 23 de diciembre de 1938 las tropas franquistas empezaron su ataque a lo largo del río Segre (límite entre los contendientes) y rompieron el frente republicano ese mismo día. Para evitar una penetración masiva de atacantes, el Gobierno de la República envió al V Cuerpo de Ejército, bajo el mando del teniente coronel Enrique Líster, que contuvo la ofensiva durante doce días a costa de serias bajas y evitó que las tropas sublevadas penetrasen masivamente por el vértice de los ríos Ebro y Segre. 
La crecida del caudal del Ebro como resultado de las lluvias de invierno impidió que las tropas rebeldes del general Juan Yagüe atravesaran el río y atacaran el sector sur de las defensas republicanas, por lo cual la ofensiva de los sublevados tomó como base la orilla oeste del Segre.
El ataque de los sublevados se estancó. Debido al clima nublado y lluvioso, la aviación franquista no logró hacer valer su mayor poderío de fuego, mientras las tropas republicanas lograron defenderse bien parapetadas en quebradas y bosques. No obstante, el 3 de enero de 1939 un ataque de carros de combate forzó una retirada republicana. Ese mismo día las unidades franquistas de Yagüe lograron cruzar el Ebro y atacaron a los republicanos por el flanco sur, amenazándolos con un gran cerco. Además, la mejoría en el clima permitió que la aviación sublevada operara con mayor libertad, cortando las frágiles líneas de abastecimiento republicanas y entorpeciendo los movimientos de sus tropas.
Al día siguiente los rebeldes atacaron la población de Borjas Blancas, rompiendo de nuevo el frente y causando una retirada transformada en fuga. El 5 de enero cayó Borjas Blancas y Artesa de Segre en poder de los rebeldes y la retirada republicana dejó expuesto un gran sector del frente, desprovisto de defensas. 
Las tropas republicanas que aún defendían este vértice entre el Ebro y el Segre, mayormente veteranos de la lucha en el Ebro el verano anterior, huyeron rápidamente ante la amenaza de quedar cercadas por el norte y el sur, mientras sus enemigos cruzaban definitivamente el Ebro y fijaban una cabeza de puente en la localidad de Ascó para lanzar desde allí ataques gracias a su mayor fuerza logística.
El mando republicano en Cataluña, dirigido por el general Vicente Rojo, formó entonces sucesivas líneas de defensa con las tropas aún en condiciones de luchar (líneas llamadas L-1, L-2, L-3, y L-4), pero tales líneas estaban poco guarnecidas y sus defensores fueron cercados o rebasados por las tropas franquistas en pocos días. De hecho, a la inferioridad numérica del bando republicano cabía agregar la inferioridad material: tras la sangría de la batalla del Ebro, la URSS parecía convencida de la derrota final de la República y no había repuesto el armamento perdido, mientras que el bando sublevado continuaba recibiendo pertrechos de Alemania e Italia.

### La resistencia republicana se hunde
El 9 de enero el Gobierno de la República movilizó los reclutas de reemplazo de 1922 y 1924 para superar la aguda escasez de tropas en el frente, pero esta medida extrema era difícil de implementar por la falta de tiempo, además de que el problema real de la grave falta de armamento hacía inútil la acumulación de reclutas —sin vituallas, ni fusiles ni uniformes— en la zona republicana. Pese a esto, el 8 de enero los franquistas reanudaron su ataque y tomaron Montblanch el día 12. El 14 de enero Valls cayó en poder de los rebeldes, con lo que estos ya pudieron concentrar el máximo de sus fuerzas sobre Tarragona. En esos días las «líneas de defensa» republicanas formadas por orden de Rojo fueron prontamente batidas, mientras que alrededor de Barcelona ni siquiera había posiciones defensivas en condiciones de operar.
El general franquista Juan Yagüe dirigió sus divisiones del Cuerpo de Ejército Marroquí por la costa mediterránea sin hallar gran resistencia, en tanto la mayor parte de las tropas republicanas estaban absortas en la defensa del flanco occidental. El ataque franquista desde el sur no pudo ser detenido por los pocos batallones republicanos adscritos a Tarragona y gracias a ello las tropas de Yagüe acaban entrando en Tarragona y Reus el 15 de enero, presionando así por el sur a la propia Barcelona que sufría ya los frecuentes bombardeos de la aviación rebelde al igual que Madrid en 1936.
El día 16 el Gobierno de la República ordenó la «movilización general» de ciudadanos de ambos sexos entre 17 y 55 años de edad, así como la militarización de todas las industrias, pero esta medida llegaba demasiado tarde para ser implementada eficazmente. En efecto, a la urgencia de movilizar tropas hacia un frente cada día más cercano a Barcelona, el Gobierno republicano se enfrentaba a la crisis de abastecimientos causada por miles de refugiados republicanos que se dirigían en masa hacia Barcelona, agravada por los bombardeos que desde el 17 de enero eran ejecutados diariamente por la aviación rebelde sobre la capital catalana. 
Ante la crítica situación, el día 18 de enero Negrín y el Consejo de Ministros acordaron declarar el «estado de guerra» y asignar al Ejército Popular Republicano la autoridad civil en retaguardia así como la subordinación de las autoridades políticas a las militares. Sin embargo, esta medida carecía de utilidad práctica, en cuanto la línea del frente ya estaba a 25 kilómetros del centro de Barcelona y los jefes militares estaban más urgidos de evitar la mayor desmoralización de sus tropas que de hacerse cargo de la autoridad civil. Tampoco ayudaba a esto que el Gobierno de la República ordenase el «estado de guerra» —y la sujeción de las autoridades civiles a las militares— recién tras treinta meses de combates, determinación que el «banco nacional» sí había tomado casi desde el inicio de la guerra.[cita requerida]
Militarmente, el bando republicano carecía de pertrechos y munición en cantidad y calidad necesarias para defender una ciudad tan extensa y poblada como Barcelona. Además, la desmoralización de las tropas ya era extremadamente grave de acuerdo a las informaciones entregadas por el general Vicente Rojo al jefe de Gobierno, Juan Negrín, pues la mayoría de los reclutas de la República (casi todos nativos de la región catalana) casi no creían en un triunfo gubernamental y la población civil consideraba la guerra como perdida.[cita requerida]

### La caída de Barcelona
Al difundirse la noticia de la caída de Tarragona, quedó expuesto nuevamente el frente republicano y la retirada se convirtió en una huida caótica de refugiados republicanos de toda clase: autoridades políticas, funcionarios, civiles comunes e incluso soldados, que marcharon apresuradamente hacia la frontera francesa, a veces inclusive sin pasar antes por Barcelona. 
Ante la amenaza de que llegaran a los Pirineos miles de refugiados republicanos, Francia decidió entonces abrir los pasos fronterizos el 20 de enero para dejar entrar en España el material de guerra destinado a la República, pero esta medida no sirvió para organizar defensa alguna. La mayor parte de las tropas republicanas estaban ya desmoralizadas por las sucesivas derrotas, por el desaliento que transmitía la enorme masa de refugiados, y en gran parte estaban formadas por conscriptos muy jóvenes (la llamada «Quinta del Biberón») o muy mayores, quienes pese a las exhortaciones de sus oficiales y la insistencia de la propaganda gubernamental mostraban escasos deseos de combatir y, tras dos años y medio de guerra, preferían la rendición rápida en vez de arriesgar la vida ante lo que parecía un triunfo inminente de los rebeldes. 
En la mañana del domingo 22 de enero, el general Rojo informó a Negrín y a su Consejo de Ministros de que el frente de combate nuevamente se había roto entre Manresa y Sitges, apenas a 20 kilómetros de Barcelona, por lo cual las tropas del Ejército Popular Republicano habían abandonado sus posiciones de campaña para salvarse dentro de la propia capital catalana. Tras la exposición de Rojo, el jefe de Gobierno Juan Negrín ordenó la evacuación de todas las entidades gubernativas hacia Gerona y Figueras, mucho más cerca de la frontera francesa, pidiendo a los departamentos gubernamentales el mayor sigilo en la evacuación y disponiendo una requisa masiva de vehículos civiles para el día 23 de enero. No obstante, tal sigilo era imposible de mantener al entrañar la evacuación de cientos de funcionarios y de casi todos los organismos gubernamentales de la ciudad, con lo cual el propio Gobierno de la República consideraba a Barcelona como «indefendible» en la práctica.
La noticia de la salida del Gobierno republicano fue conocida esa misma noche del 22 de enero por los civiles y refugiados que aún se hallaban en Barcelona. La noticia de la evacuación del Gobierno, similar a lo vivido en Madrid en octubre de 1936, fue la señal para una nueva huida caótica de civiles republicanos, ahora desde la propia Barcelona, en carrera hacia la frontera francesa.
A partir del 23 de enero miles de simpatizantes republicanos de toda clase huyeron de Barcelona, llevándose consigo a sus familias y enseres, y tomando por asalto los almacenes de alimentos para tener con qué sobrevivir durante la marcha hacia Francia. Desde el 23 de enero civiles republicanos de todo tipo abandonan desordenadamente la ciudad en automóviles, camiones, bicicletas o simplemente a pie, obstruyendo pronto la carretera hacia el norte. Algunos organismos gubernamentales evacuan precariamente, en tanto la mayoría de vehículos automotores han sido ya puestos a disposición del Ejército y se hace cada vez más difícil disponer de medios de transporte para huir de la ciudad. 
Los funcionarios de la República evacuaron aceleradamente sus oficinas desde el lunes 23 de enero empacando archivos; mientras tanto, militantes de los diversos partidos políticos de la zona republicana incendiaron documentación, archivos y tarjetas de identidad en las calles barcelonesas ese mismo día, poniendo dificultades a los bomberos barceloneses que debían apagar incendios en sedes partidarias. Los presos del bando sublevado aún recluidos en Barcelona fueron sacados de sus celdas en la tarde del miércoles 25 de enero para ser también trasladados en la masiva retirada republicana. Ese mismo día, el ejército franquista atacaba Badalona, Sabadell (tomadas el 27) y Tarrasa (ocupada el 26), mientras cruzaban el río Llobregat.
El 24 de enero de 1939 el general José Brandaris de la Cuesta fue nombrado comandante militar de Barcelona, con la misión de organizar la defensa militar de la ciudad condal. Brandaris de la Cuesta, sin embargo, rechazó asumir esta responsabilidad dado que durante toda la contienda permaneció virtualmente desconectado de la situación militar real en la península al haber sido designado jefe militar de Menorca. Finalmente, el coronel Jesús Velasco Echave asumió el cargo de comandante militar.
En la tarde del 24 de enero, perdida Manresa, el Gobierno republicano huyó finalmente a Gerona, dejando tras de sí una ciudad dominada por el desorden de la huida, con millares de civiles empacando pertenencias y buscando medios para salir de la ciudad. Para esas fechas las tropas de defensa del general Hernández Sarabia no pasaban de 6000 combatientes, desmoralizados además cuando, tras la marcha del gabinete Negrín, los guardias de asalto de la República deben retirarse de la ciudad siguiendo al jefe de Gobierno. El día anterior, el presidente Azaña también salía de su domicilio en Pedralbes hacia el norte.
Pese a la casi general desmoralización de civiles y soldados, algunos militantes comunistas como Joan Comorera, líder del PSUC, intentaron defender la ciudad a ultranza ordenando el cese de toda actividad no relacionada con la guerra a partir del día 23, decretando una «movilización general» con la cual disponer de los trabajadores barceloneses para integrarlos en las tropas de defensa o en batallones de fortificación. Pero la orden de Comorera apenas logró que los trabajadores se quedasen en sus casas sin unirse a la resistencia y en un clima de derrotismo generalizado ante la evacuación de las autoridades. Este último esfuerzo de Comorera con militantes del PSUC y el PCE apenas logró lanzar por las calles proclamas impresas a la población civil, mientras se reunían improvisados «batallones de fortificación» en las principales avenidas para cortar el paso a las tropas sublevadas los días 24 y 25. El propio general Vicente Rojo lo explicaría después:

Barcelona, 48 horas antes de la entrada del enemigo, era una ciudad muerta. La habían matado la desmoralización de los que huían a Francia y la de los que quedaban escondidos, sin valor siquiera para salir a la calle (...) Barcelona se perdió lisa y llanamente porque no hubo voluntad de resistencia, ni en la población civil, ni en algunas tropas contaminadas por el ambiente. La moral estaba en el suelo.

Tales esfuerzos chocaron contra el desánimo mayoritario de los civiles y el incesante flujo de refugiados rurales en fuga hacia el norte, que no albergaban mayores esperanzas, a lo cual se sumaba la fuga caótica de miles de civiles republicanos de Barcelona hacia la frontera francesa, ya sea en autos, camiones o caminando, llevando consigo enseres de todo tipo y causando atascos en la carretera al norte. Un testimonio de estas horas lo dejó el magistrado Josep Andreu, presidente del Tribunal de Casación de Cataluña, tras cenar con el líder catalanista Lluís Companys en Barcelona la noche del 25 de enero:

Fue una noche que nunca olvidaré. El silencio era total, un silencio terrible, como sólo se advierte en el punto culminante de una tragedia. Fuimos a la plaza de Sant Jaume y nos despedimos de la Generalitat y de la ciudad. Eran las dos de la madrugada. La vanguardia del ejército nacionalista ya estaba en el Tibidabo y cerca de Montjuic. No creíamos que volviésemos jamás.

A lo largo del 25 de enero, las fuerzas sublevadas de la 105.ª División del coronel Natalio López Bravo ocuparon el aeródromo del Prat.
Al amanecer del 26 de enero las tropas franquistas alcanzaban las cumbres del Tibidabo y de Montjuic, y al mediodía entraron al centro de Barcelona y ocuparon toda la urbe semidesierta, sin hallar resistencia. En paralelo, la «quinta columna» franquista hizo su aparición en las calles barcelonesas tras dos años y medio de ocultamiento, aclamando la llegada de los nacionales, sin que se hallara oposición armada de las tropas republicanas, que evacuaban al norte junto con millares de refugiados.

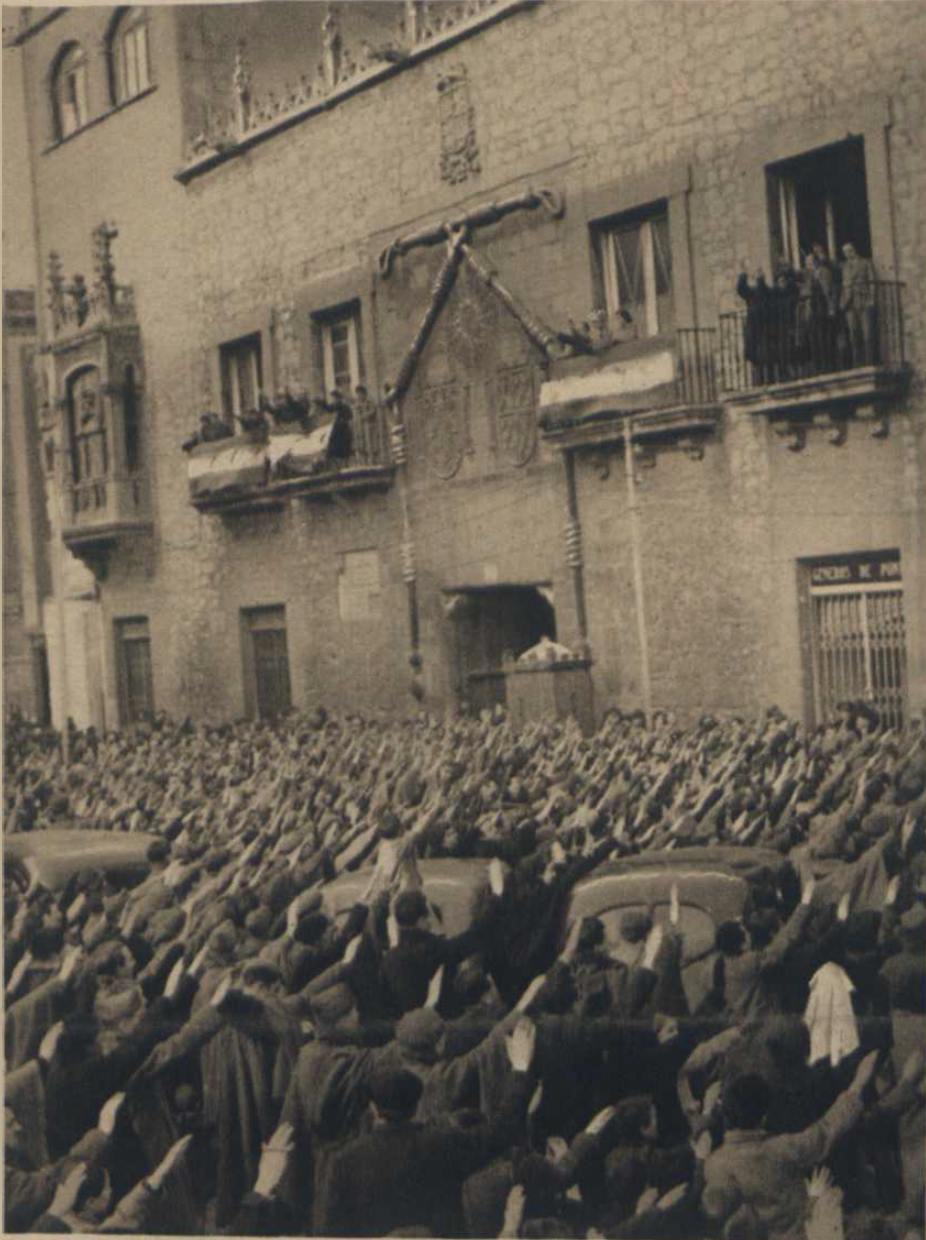
Manifestación fascista en Barcelona tras la toma de la ciudad por el bando sublevado (1939)

La joven comunista Teresa Pàmies recordó así la salida de Barcelona de los últimos refugiados que huían de los «nacionales»:

De la huida de Barcelona el 26 de enero de 1939 no olvidaré nunca una cosa: los heridos que salían del hospital de Vallcarca y, mutilados, vendados, casi desnudos a pesar del frío, bajaban a las carreteras pidiendo a gritos que no los dejásemos a merced de los vencedores. Todos los demás detalles de aquel día memorable se han  borrado o atenuado por la visión de aquellos combatientes indefensos... La certeza de que los republicanos salimos de Barcelona dejando a aquellos hombres nos avergonzará siempre. Los que habían perdido una pierna se arrastraban por el suelo; los mancos alzaban su único puño; lloraban de miedo los más jóvenes, enloquecían de rabia los más viejos; se aferraban a los camiones cargados de muebles, de jaulas, de colchones, de mujeres de boca cerrada, de viejos indiferentes, de niños aterrorizados; gritaban, aullaban, renegaban, maldecían a los que huíamos y los abandonábamos.

### La carrera hacia la frontera francesa
Tras la caída de Barcelona, los refugiados siguieron su marcha hacia la frontera francesa a pie o en todo medio de transporte disponible, mientras las tropas republicanas oponían escasa resistencia al avance enemigo, desertando, capitulando sin combatir o simplemente uniéndose a las columnas de refugiados. Las carreteras costeras catalanas aparecían colmadas de autobuses, camiones, automóviles y hasta simples carromatos rebosantes de colchones, maletas, enseres, baúles y de refugiados civiles, a quienes se unían convoyes de soldados evacuando hacia el norte. El frío del invierno dificultaba el estado sanitario de los evacuados, mientras que la aparición de aviones sublevados ametrallando columnas de refugiados generaba escenas de pánico que desembocaban en desbandadas mortíferas.
El día 25 el Gobierno francés había pedido formar una «zona neutral» en territorio español donde pudiesen establecerse los refugiados republicanos bajo supervisión internacional, evitando abrir así los pasos fronterizos a varios miles de civiles españoles, pero Francisco Franco rechazó tal propuesta. Ante ello, Francia abrió la frontera a los refugiados españoles en la noche del 27 de enero; el 28 de enero 15 000 personas pasaron a suelo francés y en los días siguientes tal número aumentó. 
Inicialmente el Gobierno francés había evitado dar acogida a todos los refugiados españoles que llegaban a la frontera, pero en el curso de las horas se hizo evidente que resultaba inútil contener por la fuerza a varios miles de civiles dispuestos a esperar su entrada en Francia a campo abierto antes que volver a la zona dominada por los franquistas. De todos modos, tras el 28 de enero el Gobierno francés se opuso a dejar pasar a los soldados republicanos o a personas en edad militar, esperando que las autoridades republicanas usaran el material de guerra recién ingresado en España para oponer alguna resistencia. 
Los refugiados llegaban agotados y hambrientos, tras una larga marcha a lo largo de Cataluña que incluyó cruzar parte de los Pirineos en el frío mes invernal de enero, y casi de inmediato fueron establecidos por las autoridades francesas en improvisados campamentos a orillas del Mediterráneo, lugares cercados con alambre de púas y vigilados por la gendarmería francesa, desprovistos de suficiente alimento y agua, expuestos al viento y la lluvia al carecer de barracas o carpas, y en malas condiciones sanitarias. Francia explicó tales carencias por el hecho de que no se esperaba recibir un flujo de varios miles de civiles españoles en cuestión de tan pocos días, pidiendo entonces ayuda internacional para remediar en parte las graves carencias de los refugiados. Empezaba así para muchos republicanos españoles un largo y difícil exilio.
El avance del bando sublevado seguía su ritmo casi sin hallar resistencia, al punto que las avanzadas del general Yagüe (incluyendo italianos, marroquíes y requetés navarros) el 4 de febrero tomaron Gerona, forzando al Gobierno republicano a huir esta vez a Figueras, en cuyo castillo el presidente de Gobierno Juan Negrín celebró una reunión final del gabinete republicano y de las Cortes republicanas el 1 de febrero, pidiendo que no hubiera represalias políticas tras el fin de la guerra; acudieron apenas 64 parlamentarios de los casi 300 existentes tres años antes. 
El 3 de febrero las tropas franquistas, que habían tomado días de descanso tras tomar Barcelona, se hallaban a 50 kilómetros de la frontera francesa, para entonces cerca de 200 000 españoles habían cruzado la frontera de Francia. Era cuestión de días que las fuerzas de Franco ocupasen toda Cataluña, y así el 5 de febrero el gobierno francés decidió abrir la frontera española de modo indiscriminado para que cualquier refugiado republicano la cruzara, lo cual permitía la entrada en Francia de los restos del Ejército Popular Republicano, los soldados republicanos debieron entregar sus armas a la gendarmería francesa como requisito previo para cruzar la frontera. Ese mismo día cruzaban la frontera el presidente de la República, Manuel Azaña, junto con el presidente de la Generalidad catalana Lluís Companys y el antiguo lehendakari José Antonio Aguirre. 
El día 8 caía Figueras y el Gobierno de la República, incluyendo al presidente del Gobierno Juan Negrín, cruzaba también la frontera en esa fecha. El 10 de febrero las tropas franquistas ya habían alcanzado todos los pasos fronterizos y llegaban a los Pirineos. Para esa fecha cerca de 400 000 refugiados civiles y militares habían pasado de España a Francia. El 11 de ese mes se hicieron con el control de Llivia, un pequeño pueblo gerundense rodeado por completo por territorio francés, ocupando en ese momento toda Cataluña.

## Los bombardeos durante la ofensiva de Cataluña
En las tres primeras semanas de diciembre, antes de que se iniciara la ofensiva sobre Cataluña, fueron bombardeados Barcelona y su puerto (el 5 y el 12), Valencia (el 2 y el 14, siendo dañados dos mercantes y dos petroleros), Sagunto, Alicante, Borjas Blancas, Cervera, Palamós, Mataró, Reus, Comarruga, Vendrell, Tarragona (el 2 y el 20; este último ataque fue efectuado por veinte Heinkel He 111 escoltados por 8 cazas Messerschmitt Bf 109 que ocasionaron una gran destrucción pero ninguna víctima porque la parte baja de la ciudad había sido abandonada por la población), Perelló (que fue bombardeado los días 15, 16 y 17 de diciembre, dejando el pueblo transformado en un montón de ruinas; murieron al menos veinte personas y no fueron muchas más porque la mayoría de sus habitantes hacía tiempo que vivían en las numerosas cuevas de los barrancos que rodeaban la localidad).
Durante la campaña de Cataluña fueron bombardeadas prácticamente todas las localidades catalanas importantes que no habían sido ocupadas aún por los franquistas y especialmente los puertos y las poblaciones costeras. El día de Navidad fue bombardeada Pons (veinte muertos), Borjas Blancas y Castellans, mientras los hidros bombardeaban y ametrallaban las estaciones de ferrocarril de Tarragona, San Vicente de Calders y Torredembarra. El día 26 de diciembre fue bombardeada Reus (ocho mujeres murieron) y el 27 fue bombardeada Barcelona y su puerto, siendo alcanzados dos buques mercantes, Cervera, Tárrega, Mollerusa y Cubells así como, de nuevo, la estación de San Vicente de Calders. El 28 fueron bombardeadas Comarruga, San Vicente de Calders, Hospitalet del Infante, Reus y el puerto de Barcelona (actuando los cazas republicanos). El 29 fueron bombardeadas y ametralladas Vilaseca, Altafulla, San Vicente de Calders, Milá, Cubellas, Villalonga y Vallmoll. El 31 de diciembre de 1938 fue bombardeado el centro de la ciudad de Barcelona, causando más de 50 muertos y unos 100 heridos.

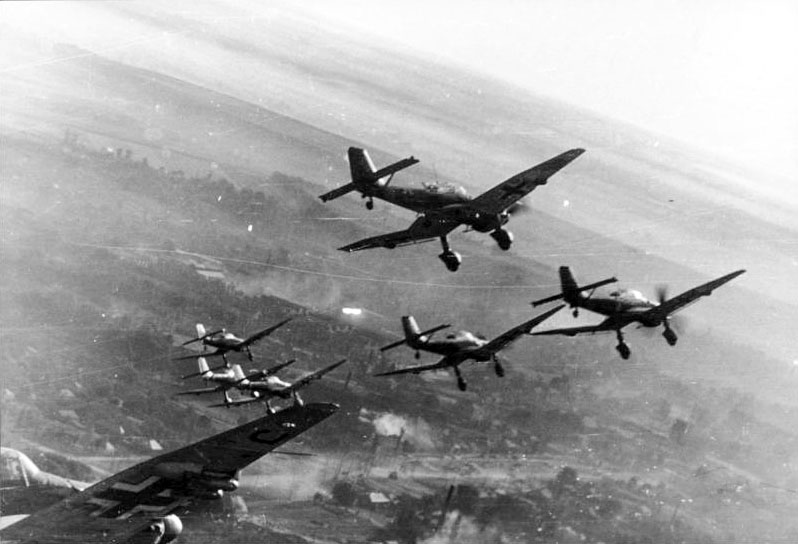
Escuadrilla de Stukas como los utilizados por la Legión Cóndor en la ofensiva de Cataluña.

A medida que el ejército franquista se iba acercando, Tarragona fue bombardeada cada vez con mayor intensidad. El 4 de enero fue atacada dos veces (un Heinkel He 111 fue derribado por un caza republicano). Los bombardeos volvieron los días 6 (hundiendo el patrullero V-11 fondeado en el puerto) y 9 (cinco muertos), pero el más violento fue el del 14 de enero, el día anterior a la entrada de las tropas franquistas en la ciudad (participaron en el ataque 96 aviones de la Legión Cóndor, entre bombardeos y cazas), e incluso el mismo día 15 fue bombardeado el puerto por Junkers Ju 87 Stuka hundiendo el mercante Cabo Cullera. Lo mismo sucedió antes de su ocupación con Reus (bombardeada los días 4, 5, 6, 12 y 14 de enero), Valls (bombardeada los días 6 y 14 de enero) o La Espluga de Francolí (atacada el 1 de enero con el resultado de siete personas muertas).
También Barcelona fue bombardeada a lo largo de enero de 1939 antes de que las tropas rebeldes ocuparan la ciudad el día 26. Así la ciudad sufrió ataques aéreos los días 4, 8, 9, y 16 (día en que los cazas "Mosca" republicanos alcanzaron a varios bombardeos Savoia-Marchetti S.M.79 italianos), y entre los días 21 y 25 de febrero sufrió casi 40 bombardeos, la intensidad más elevada de toda la guerra. Estos últimos bombardeos tuvieron un efecto devastador en el ánimo de los barceloneses, una de las razones por las que cuando entraron en la ciudad los sublevados el día 26 no encontraron ninguna resistencia. Así lo confirma un testigo:

Los repetidos ataques aéreos tienen abatidos los ánimos. Muchísimos ciudadanos, que acaso dudarían en rendirse a causa de sus convicciones ideológicas, rendiríanse diligentes para terminar de una vez para siempre con el peligro mortal de las bombas. La parte de Barcelona más inmediata al puerto, y en general todo el casco antiguo de la urbe, por su completa falta de animación presenta el aspecto de un cementerio. La mayor parte de los establecimientos comerciales cerraron sus puertas. Los inquilinos de estas vías abandonan los pisos, trasladándose a casas de amigos y conocidos. Nadie habita la Barceloneta. Barcelona casi termina en la Plaza de Cataluña. Por el Paralelo no circula ni un alma viviente...

Entre las caídas de Tarragona y Barcelona fueron bombardeadas casi todas las localidades situadas entre ellas. Entre los días 18 y 21 de enero Sitges, Villanueva y Geltrú y Villafranca del Panadés fueron bombardeadas desencadenando el pánico entre la población y numerosas víctimas. El 19 de enero fue atacada Manresa y al día siguiente Vich y Manlleu, produciéndose numerosísimas víctimas; el 23 Martorell (hubo ocho muertos) y el 25 Monistrol de Montserrat (que quedó prácticamente en ruinas). Los días 24, 25 y 26 fue bombardeada Granollers, causando más de 30 víctimas mortales "pero los daños no fueron tan considerables como los del salvaje bombardeo del 31 de mayo de 1938". El 25 fue bombardeada Arenys de Mar y el 26, el mismo día en que las tropas franquistas entraban en Barcelona, eran bombardeadas Malgrat, El Masnou y Premiá de Mar. Los días 28 y 29 de febrero se produjeron los bombardeos de La Garriga, en los que resultaron muertas 14 personas. Al ser inscritas en el registro civil se especificó que el motivo de su muerte había sido el «bombardeo que sufrió [la localidad] con ocasión de su liberación por el glorioso ejército nacional».
Tras la toma de Barcelona los bombardeos se centraron en la provincia de Gerona, que era ya el último reducto republicano en Cataluña. Pero estos bombardeos, según Solé i Sabaté y Villarroya, fueron «totalmente inadmisibles» porque «entre la Ciudad Condal y la frontera no había ninguna unidad militar republicana organizada... y lo que sí había entre Barcelona y la frontera eran decenas de miles de personas que huían a Francia. Los caminos y las carreteras estaban llenos de gente aterrorizada y famélica». En cambio «la aviación franquista continuó todavía bombardeando y ametrallando ciudades y pueblos de la provincia de Gerona, buscando supuestos objetivos militares, cuya destrucción en nada cambiaría ya el curso de la guerra, y causando una gran mortandad entre la población civil que huía».
La ciudad de Gerona, que no había sufrido prácticamente ningún bombardeo importante desde la primavera de 1938, fue atacada prácticamente a diario desde el 27 de enero hasta su caída el 5 de febrero, causando 30 muertos, pero el número debió de ser muy superior debido a que había muchas personas de paso en la ciudad que no fueron registradas. Otras localidades gerundenses también fueron bombardeadas esos días: Ribas de Freser, San Quirico de Besora, Campdevánol (hubo 35 muertos), Sils, Massanet de la Selva, San Hilario Sacalm, La Bisbal del Ampurdán (atacada el 3 de febrero, causando más de 20 muertos y una gran destrucción; el pánico se apoderó de la gente y el casco urbano quedó desierto), Palamós (dos veces), Rosas, Puerto de la Selva (dos veces), Ripoll (cuatro veces, siendo el ataque más duro el del 5 de febrero, que causó más de 20 muertos, entre ellos tres mujeres y dos niños, además una docena de soldados en retirada). El aeródromo de Vilajuïga fue uno de los objetivos más atacados por la aviación franquista ya que en los momentos finales de la campaña de Cataluña era el más importante y prácticamente el único que quedaba en manos de la aviación republicana.
En la última semana de la campaña de Cataluña (entre la toma de Gerona el 5 de febrero y el día 10 en que los sublevados cerraron la frontera francesa) continuaron los bombardeos, especialmente sobre Figueras, que ya había sufrido durísimos bombardeos los días 26, 27 y 30 de enero y los días 3 (murieron 83 personas, de ellas 49 desconocidos que estaban de paso y 25 niños) y 4 de febrero. Los días 6 y 7 de febrero Figueras, la última población importante entre Gerona y la frontera y paso obligado para todos los soldados y civiles que huían a Francia, volvió a ser bombardeada. Se desconoce el número total de víctimas de estos bombardeos sobre una población atestada de gente por la que pasaban a diario unas 50.000 personas. La cifra de 200 víctimas mortales aportada por algunos investigadores seguramente se queda corta. Un habitante de la localidad que entró en la misma con las tropas franquistas realzó que el aspecto de Figueras «era desolador. Las calles llenas de ruinas y cascotes, muchas casas derruidas. Algunas casas iban ardiendo...». Los historiadores Solé i Sabaté y Villarroya no encuentran justificación a estos bombardeos a los que califican de «gratuitos y terroristas... que solamente contribuyeron a aumentar la angustia y la mortandad entre la población civil figuerense y las riadas de fugitivos». Los bombardeos finalizaron cuando, según el parte de guerra del bando sublevado del 10 de febrero de 1939, "nuestras fuerzas han alcanzado victoriosamente, en el día de hoy, todos los pasos de la frontera francesa desde Puigcerdá hasta Portbou. La guerra en Cataluña ha terminado".
Durante el mes y medio de la ofensiva de Cataluña también fueron bombardeados las ciudades y los puertos de Valencia y de Murcia. Valencia y su puerto fueron atacados el 28 y el 30 de diciembre, los días 3, 8, 14, 19, 22 y 25 de enero y el 2, 8, 9, y 10 de febrero. Alicante y su puerto el 26 de diciembre, el 25 y el 26 de enero y el 4 y el 6 de febrero; Gandía (el 21 y el 27 de diciembre y el 27 de enero) y Denia (el 21 de diciembre y el 14, el 21 y el 27 de enero). Cartagena fue bombardeada el 27 de diciembre y el 1 de enero.

## Consecuencias
La ofensiva provocó el éxodo masivo de 400 000 personas que cruzaron la frontera hacia territorio francés, bajo la condición de entregar sus armas al gobierno de aquel país. Esta masa de refugiados incluía unos 220 000 soldados del ejército republicano, 60 000 varones adultos no combatientes, 10 000 heridos y 17 000 mujeres y niños.
La ofensiva de Cataluña terminó dejando en poder del bando sublevado un importante reducto republicano, en tanto Cataluña poseía valiosos recursos industriales y la segunda ciudad más importante de España, y dejaba toda la frontera francesa bajo control franquista, reduciendo la zona republicana a las regiones del centro y suroeste de la península. El balance militar y estratégico resultaba ahora totalmente contrario a la Segunda República Española y convenció a varios dirigentes republicanos que la guerra estaba perdida, lo cual generó fuerte desmoralización y motivó a inicios de marzo un golpe de Estado contra Negrín, dirigido por el coronel Segismundo Casado y que dio lugar al efímero Consejo Nacional de Defensa.
Si bien el presidente del Gobierno, Juan Negrín, volvió a la zona republicana el 10 de febrero, el presidente Manuel Azaña renunció a su cargo y se negó a volver a España al igual que numerosos líderes políticos y militares, incluyendo al general Vicente Rojo, para esto Azaña declaraba carecer de los elementos básicos «dentro o fuera de España» para seguir sosteniendo en la práctica la posición de presidente de la República, la cual debió ser asumida por Diego Martínez Barrio en París. Tanto Azaña como otros líderes republicanos exiliados (incluyendo al general Rojo) consideraban perdida la guerra.
Mientras tanto la victoria franquista implicó la severa represión contra los republicanos que no pudieron fugarse a Francia, junto con la supresión de la autonomía de Cataluña y la prohibición de usar el idioma catalán en el ámbito público. Tales medidas, impuestas ya en Lérida en abril de 1938 cuando las tropas franquistas entraron en dicha provincia, ahora eran aplicadas a toda Cataluña. 
Fuera de España, el resultado inmediato fue el reconocimiento diplomático hecho por Gran Bretaña y Francia al gobierno de Franco el 26 de febrero y la depreciación casi total de la peseta republicana en los mercados mundiales, al parecer evidente que tras la caída de Cataluña y la renuncia del propio Manuel Azaña, el triunfo de Franco era cuestión de tiempo, a pesar de que Madrid siguiera resistiendo.